# Monti Tiburtini
Monti Tiburtini – stacja linii B metra rzymskiego. Stacja została otwarta w 1990 roku. Poprzednią stacją jest Pietralata, a następną – Quintiliani.
W rejonie stacji Monti Tiburtini znajduje się Szpital Sandro Pertini.